# Werner Schilling (Theologe)
Werner Schilling (* 20. Dezember 1910 in Naumburg (Saale); † 4. Juli 1988 in Marktredwitz) war ein deutscher evangelisch-lutherischer Theologe.

## Leben
Nach der Ordination 1940 war er ab 1942 an der Apostelkirche (Leipzig-Großzschocher) tätig. 1952 wurde er in den Dienst der Evangelisch-Lutherischen Kirche in Bayern übernommen. Nach den Promotionen zum Dr. phil. (Das objektive Moment in Ludwig Feuerbachs Religionstheorie) am 22. April 1948 in Leipzig und zum Dr. theol. (Gotteslästerung strafbar? Religionswissenschaftliche, theologische und juristische Studie zum Begriff der Gotteslästerung und zur Würdigung von Religionsschutznormen im Strafgesetz) am 26. Februar 1965 in Erlangen wurde er 1964 Lehrbeauftragter in Erlangen.

## Schriften (Auswahl)
- Feuerbach und die Religion. Ev. Presseverband, 1957.
- Religion und Recht. Kohlhammer, Stuttgart 1957.
- Christus unter Brot und Wein. Zur Kritik an den lutherischen Bekenntnissen über das Abendmahl. Claudius Verlag, München 1960, OCLC 463124748.
- Einst Konfuzius, Heute Mao Tse-Tung. Die Mao-Faszination und ihre Hintergründe. O. W. Barth, Weilheim 1971.
- Das Heil in Rot-China? Der „neue Mensch“ im Maoismus und im Christentum. Verlag der Liebenzeller Mission, Bad Liebenzell 1975, ISBN 3-88002-023-X.
- Heiliges Abendmahl oder Feierabendmahl? Verlag der St.-Johannis-Druckerei Schweickhardt, Lahr-Dinglingen 1980, ISBN 3-501-00219-X.
- Existenzgrund und Urvertrauen. Erwägungen zur Inspiration der Schrift angesichts der theologischen Verwirrung. Gebrüder Müller, Selbitz 1982.
- Nebel aus Lima? Zum Lima-Dokument, den „Konvergenzerklärungen“ des Ökumenischen Rates der Kirchen über Taufe, Abendmahl und Amt. Verlag der St.-Johannis-Druckerei Schweickhardt, Lahr-Dinglingen 1984, ISBN 3-501-00284-X.